# Europäische Badminton-Hochschulmeisterschaft 2005
Die Europäische Badminton-Hochschulmeisterschaft 2005 fand vom 27. bis zum 30. Oktober 2005 an der Johannes Gutenberg-Universität in Mainz statt. Es war die zweite Austragung der Titelkämpfe.

## Sieger und Platzierte
| Disziplin    | Gold                                                  | Silber                                                | Bronze                                                  |
| ------------ | ----------------------------------------------------- | ----------------------------------------------------- | ------------------------------------------------------- |
| Herreneinzel | Marcel Reuter Universität des Saarlandes              | Dmytro Zavadsky Universität Charkiw                   | Vitaliy Konov Universität Charkiw                       |
| Herreneinzel | Marcel Reuter Universität des Saarlandes              | Dmytro Zavadsky Universität Charkiw                   | Stephan Löll Ruhr-Universität Bochum                    |
| Dameneinzel  | Mariya Martynenko Universität Charkiw                 | Kathrin Hoffmann WG München                           | Helen Reino Universität Tartu                           |
| Dameneinzel  | Mariya Martynenko Universität Charkiw                 | Kathrin Hoffmann WG München                           | Kai-Riin Saluste Universität Tartu                      |
| Herrendoppel | Michael Fuchs Roman Spitko Universität des Saarlandes | Wojciech Szkudlarczyk Adam Cwalina AZS Polen          | Stephan Löll Sebastian Mathé Ruhr-Universität Bochum    |
| Herrendoppel | Michael Fuchs Roman Spitko Universität des Saarlandes | Wojciech Szkudlarczyk Adam Cwalina AZS Polen          | Marcel Reuter Michael Cassel Universität des Saarlandes |
| Damendoppel  | Paulina Matusewicz Małgorzata Kurdelska AZS Polen     | Helen Reino Kai-Riin Saluste Universität Tartu        | Tetyana Krylova Mariya Martynenko Universität Charkiw   |
| Damendoppel  | Paulina Matusewicz Małgorzata Kurdelska AZS Polen     | Helen Reino Kai-Riin Saluste Universität Tartu        | Viktoria Pogrebniak Anna Kobceva Universität Charkiw    |
| Mixed        | Wojciech Szkudlarczyk Paulina Matusewicz AZS Polen    | Dmytro Zavadsky Mariya Martynenko Universität Charkiw | Michael Fuchs Aline Decker Universität des Saarlandes   |
| Mixed        | Wojciech Szkudlarczyk Paulina Matusewicz AZS Polen    | Dmytro Zavadsky Mariya Martynenko Universität Charkiw | Adam Cwalina Małgorzata Kurdelska AZS Polen             |
| Team         | AZS Polen                                             | Universität Charkiw                                   | WG München                                              |